# Acta Sanctae Sedis
Acta Sanctae Sedis fue una publicación editada en Roma por el sacerdote Pietro Avanzini, que tiene como finalidad reunir y divulgar los actos jurídicos de la Santa Sede. No tenía un carácter oficial, pero era muy apreciada por los estudiosos del derecho canónico y la jerarquía eclesiástica. La publicación se inició en julio de 1865, y desde 1904 pasó a tener un valor auténtico y oficial, por declaración expresa de la Santa Sede.

## Fundación y finalidad
La revista fue fundada en Roma por el Pietro Avanzini (1832-1874), el primer número se publicó en julio de 1865, en latín, bajo el nombre de Acta ex decerpta quae apud Sancta Sedem geruntur in compendium opportune redacta et illustrata (que podría traducirse en español como "Boletín con un compendio oportunamente redactado e ilustrado extraído de las cuestiones que se tratan en la Santa Sede"), denominación que a partir de 1870 fue sustituida por otra más breve, Acta Sanctae Sedis in compendium opportune redacta ei ilustrata, lo que facilitó que se conociera simplemente como Acta Santae Sedis, o por su sigla, ASS.
En el primer número de la revista, se exponía el programa que seguiría: se trataba de reunir y divulgar los actos jurídicos más importantes de la Santa Sede, de modo que fuese más fácil acceder a ellos y estudiarlos. Se trataba, de una publicación especializada, de carácter privado, que recogía las cuestiones y dudas estudiadas y resueltas por la curia romana, publicaría también actos reservados, pero garantizando el anonimato de las personas a las que se refiriesen.

## Utilidad de la publicación y reconocimiento por la Santa Sede
Hasta entonces la divulgación de los actos de la Santa Sede se confiaba a la exposición de una copia auténtica del documento en las puertas de las basílicas romanas, acto que suponía su promulgación; o mediante la divulgación que hacía el organismo que había dictado el acto entre las personas a las que podría afectarle.
La recopilación del texto de estos documentos era de indudable utilidad, y la revista tuvo una buena recepción, llegando a ser utilizada por la misma jerarquía eclesiástica. Pío X, el 23 de mayo de 1904, en audiencia al cardenal Prefecto de la Sagrada Congregación de Propaganda Fide declaró el carácter auténtico y oficial en lo referente a los actos de la Sede Apostólica. Poco después, un rescripto del cardenal prefecto, que comunica esta decisión papal, fue publicada en el siguiente número del ASS; y desde ese mismo número, en la portada de la revista se leía:
ACTA
SANCTAE SEDIS
EPHEMERIDES ROMANAE
A SSMO. D. N. PIO PP. X
AUTHENTICAE ET OFFICIALES
APOSTOLICAE SEDIS ACTIS PUBLICE EVULGANDIS
DECLARATAE

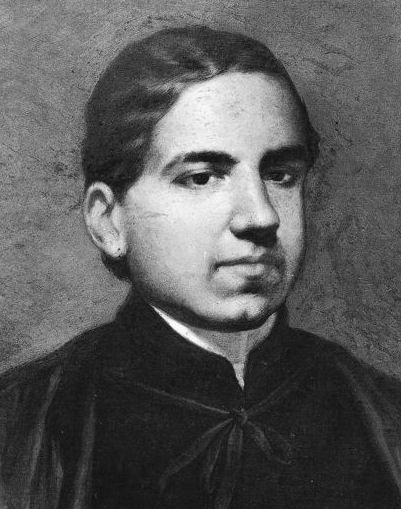
Pietro Avanzini, sacerdote, fundador y primer director del Acta Sanctae Sedis

Finalmente la revista fue adquirida por la Santa Sede y, a partir de enero de 1909, se convirtió en la Acta Apostolicae Sedis, con un contenido similar, pero plenamente oficial, pues Pío X, mediante la Constitución apostólica, Promulgandi, de 29 de septiembre de 1908, estableció que a partir de enero de 1909 la Typografia Vaticana publicaría mensualmente un Comentario Oficial donde deberían incluirse las constituciones apostólicas, las leyes, decretos y cualquier otras disposición del papa, o de las congregaciones y oficinas de la curia romana.
Esta constitución apostólica fue publicada en la propia Acta Sanctae Sedis, vol XLI (1908), pp. 619-620 y, posteriormente, en AAS.

## Accesibilidad
La colección impresa del Acta Sanctae Sedis, escaneada y reimpresa entre 1966 y 1969, está disponible para su consulta y descarga en la página web del Vaticano. La colección se compone de 41 volúmenes, cada uno disponible en el formato PDF.